# Sokil, Cernivți
Sokil (în ucraineană Сокіл) este o comună în raionul Cernivți, regiunea Vinnița, Ucraina, formată numai din satul de reședință.

## Demografie
Componența lingvistică a satului Sokil
     Ucraineană (99,63%)
     Alte limbi (0,37%)
Conform recensământului din 2001, majoritatea populației satului Sokil era vorbitoare de ucraineană (99,63%), existând în minoritate și vorbitori de alte limbi.